# Golgatha
Pour plus de détails, voir Fiche technique et Distribution.
Golgatha est un film muet autrichien réalisé par Peter Paul Felner, sorti en 1920.

## Fiche technique
- Titre original : Golgatha
- Réalisation : Peter Paul Felner
- Scénario : Peter Paul Felner
- Directeur de la photographie : Gustav Ucicky
- Pays d'origine :  Autriche
- Société de production : Rexa-Film
- Longueur :
- Format : Noir et blanc - Muet
- Dates de sortie : 
  -  Autriche : 1920

## Distribution
- Raoul Aslan
- Alfa Evera
- Eugen Jensen
- Maria Mayen
- Werner Schott
- Alfred Schreiber
- Maja Sering
- Nikolaus von Lovrie